# American Heritage
American Heritage foi uma revista dedicada à história dos Estados Unidos. Até 2007, a revista era publicada pela Forbes. Desde então, Edwin S. Grosvenor é o editor-chefe. A publicação impressa foi suspensa no início de 2013, mas a revista foi relançada em formato digital em 2017 após uma campanha no Kickstarter que arrecadou $31,203 de 587 apoiadores. A edição do 70º aniversário da revista (Inverno de 2020) sobre o tema "O que faz a América ser grande?" inclui ensaios de historiadores como Fergus Bordewich, Douglas Brinkley, Joseph Ellis e David S. Reynolds.